# Mydaea malaiseana
Mydaea malaiseana este o specie de muște din genul Mydaea, familia Muscidae, descrisă de Fritz Isidore van Emden în anul 1965. Conform Catalogue of Life specia Mydaea malaiseana nu are subspecii cunoscute.